# (8084) Dallas
(8084) Dallas est un astéroïde de la ceinture principale.

## Description
(8084) Dallas est un astéroïde de la ceinture principale. Il fut découvert le 6 février 1989 à Ayashi par Masahiro Koishikawa. Il présente une orbite caractérisée par un demi-grand axe de 3,06 UA, une excentricité de 0,22 et une inclinaison de 2,1° par rapport à l'écliptique.

## Compléments